# Thelebolus psychrophilus
Thelebolus psychrophilus är en svampart som först beskrevs av P.S. Bergman, och fick sitt nu gällande namn av Eckblad 1968. Thelebolus psychrophilus ingår i släktet Thelebolus och familjen Thelebolaceae.   Inga underarter finns listade i Catalogue of Life.